# جان بری (دونده)
جان بری (انگلیسی: John Bray; ۱۹ اوت ۱۸۷۵ – ۸ ژوئیهٔ ۱۹۴۵) دونده اهل ایالات متحده آمریکا بود.